# 智取华山
《智取华山》是北京电影制片厂在1953年拍摄的一部黑白電影。

## 情节
描写解放战争中，解放军侦察队奇袭华山的故事。

## 原型
本片中的解放军侦察队原型是“智取华山八勇士”，侦察参谋原型是中国人民解放军西北野战军某部侦察参谋刘吉尧。

## 制作人员[1]
- 摄影：聂晶
- 美术：张振宗
- 录音：陈燕嬉
- 作曲：张林漪
- 剧务主任：魏金瀛、高怀允

## 演员名单
- 李金榜 饰 团长
- 郭允泰 饰 侦察参谋